# 노용수
노용수(魯龍洙, 1965년 5월 12일 ~ )은 대한민국의 제6대 경기도의회 의원을 지낸 정치인이다. 본관은 함평(咸平)이며, 전라북도 고창군 출신이다.

## 학력
- 1972.03 ~ 1978.02 성내국민학교 졸업
- 1978.03 ~ 1981.02 성내중학교 졸업
- 1981.03 ~ 1984.02 전주신흥고등학교 졸업
- 1984.03 ~ 1991.02 성균관대학교 동양철학과 졸업

### 비학위 수료
- 성균관대학교 행정대학원 수료

## 경력
- 1984 ~ 1992 민주화운동·민중당 근무
- 1987 ~ 1989 병장 제대 육군 101여단 철책 근무
- 1992 ~ 1993 한국방송개발원 연수(방송PD)
- 1994 ~ 2002 김문수 국회의원 보좌관
- 1998 경기도지사 후보 손학규 비서관
- 부천 그린 생협 조합원
- 부천경실련 회원
- 환경운동연합 회원
- 국회의원 손학규 정책자문위원
- 한나라당 경기도당 부천시 소사구 지구당 사무국장
- 2002.07 ~ 2006.06 제6대 경기도의회 의원
- 2002.07 ~ 2004.07 제6대 경기도의회 전반기 건설교통위원회 위원
- 2002.09 ~ 2002.09 제6대 경기도의회 평택항권광역개발추진특별위원회 위원
- 2004.07 ~ 2006.06 제6대 경기도의회 후반기 여성특별위원회 위원
- 2004.07 ~ 2006.06 제6대 경기도의회 후반기 건설교통위원회 위원
- 2004.07 ~ 2006.06 제6대 경기도의회 후반기 예산결산특별위원회 위원
- 2004.08 ~ 2005.03 제6대 경기도의회 행정수도이전반대특별위원회 위원
- 2004 ~ 2005 제6대 경기도의회 예산결산특별위원회 최우수의원
- 2004 경기시민단체 행정사무감사 우수의원
- 경기도 지역혁신위원회 위원
- 경기도 안전대책위원회 위원
- 경기도 주택정책심의 위원회 위원
- 경기도 지오그라피연구용역 심사위원회 위원
- 김문수 경기도지사 비서실장
- 2025.4 ~ 2025.5: 국민의힘 김문수 제21대 대통령 선거 경선후보 문수 대통 김문수 승리캠프 상황팀장

## 저서
- 저서 1989년 성대방송 30년사
- 저서 1997년 10일만 여행해도 오천년을 본다
- 저서 2001년 10일만 여행해도 오천년을 본다
- 저서 2006년 흔적, 꽃을 쥔 손에서는 꽃향기가 난다
- 저서 2008년 뜨거운 해가 되어라

## 역대 선거 결과
|  | 54.21% |

|  | 44.05% |

## 참고 자료
- 공식 블로그
- 공식 블로그